# Mermessus floridus
Espèce
Synonymes
- Eperigone florida Millidge, 1987

Mermessus floridus est une espèce d'araignées aranéomorphes de la famille des Linyphiidae.

## Distribution
Cette espèce est endémique de Floride aux États-Unis,. Elle se rencontre dans le comté de Lee.

## Description
Le mâle holotype mesure 1,45 mm.

## Publication originale
- Millidge, 1987 : The erigonine spiders of North America. Part 8. The genus Eperigone Crosby and Bishop (Araneae, Linyphiidae). American Museum novitates, no 2885, p. 1-75 (texte intégral).